# Тобручей
Тобручей — ручей в России, протекает по территории Сумпосадского сельского поселения Беломорского района Республики Карелии. Длина ручья — 16 км, площадь водосборного бассейна — 45 км².
Ручей берёт начало из болота Средний Мох на высоте выше 35,2 м над уровнем моря и далее течёт преимущественно в северном направлении по заболоченной местности.
Ручей в общей сложности имеет двенадцать малых притоков суммарной длиной 30 км.
Устье реки находится на Поморском берегу Онежской губы Белого моря.
В нижнем течении Тобручей пересекает дорогу местного значения 86К-20 («Беломорск — Сумпосад — Вирандозеро — Нюхча»), а также параллельно ей идущую железную дорогу Беломорск — Обозерская.
Код объекта в государственном водном реестре — 02020001412202000007041.